# Pteria tortirostris
Pteria tortirostris is een tweekleppigensoort uit de familie van de Pteriidae. De wetenschappelijke naam van de soort is voor het eerst geldig gepubliceerd in 1849 door Dunker.